# Good Charlotte
Good Charlotte — американський поп-панк-гурт з міста Волдорф, штат Меріленд, утворений 1 квітня 1996 року. Назву «Good Charlotte» було взято з дитячої книги Good Charlotte: The Girls Of Good Day Orphanage, написаної Керол Б. Йорк. Гурт стверджує, що імені «Good Charlotte» не надавалося жодного значення, а учасники гурту за будь-якої нагоди заявляють, що ненавидять цю назву. Станом на вересень 2015 року гурт видав 5 студійних альбомів: Good Charlotte (2000), The Young and the Hopeless (2002), The Chronicles of Life and Death (2004), Good Morning Revival (2007) та Cardiology (2010), а також дві збірки найкращих хітів: Greatest Remixes (2008) та Greatest Hits (2010). Остання робота гурту — саундтрек до фільму Пікселі, записаний разом з Waka Flocka Flame.
Лідерами гурту є брати-близнюки Бенджі та Джоел Меддени. Іншими учасниками (включаючи їхніх друзів) є Біллі Мартін і Пол Томас.

## Учасники гурту
- Джоел Медден — Вокал (1996—сьогодення)
- Бенджі Медден — Гітара, Вокал (1996—сьогодення)
- Пол Томас — Бас-гітара (1996—сьогодення)
- Біллі Мартін — Гітара та Клавішні (1998—сьогодення)
- Дін Баттерворс — Ударні (2005—сьогодення)

### Колишні учасники
- Аарон Есколопіо — Ударні (1996—2001)
- Кріс Вілсон — Ударні (2001—2005)

### Тимчасові учасники
- Дін Баттерворс — Ударні (турне з гуртом Simple Plan 'Noise To The World')
- Дерек Грант — Ударні (The Chronicles of Life and Death 2005)
- Джош Фріз — Ударні (альбом The Young and The Hopeless 2002)
- Сайрус Болукі — Ударні (Vans Warped Tour 2001)
- Дасті Брілл — Ударні (Vans Warped Tour (2001)

## Історія гурту

### Ранні роки (1996—1998)
Після відвідування концерту гурту Бісті Бойз у шістнадцятирічному віці гітарист Бенджі та вокаліст Джоел вирішили створити свій власний гурт, попри те, що Джоел до цього ніколи не співав, а Бенджі не вмів грати на гітарі. Вони утворили Good Charlotte у 1996 році, залучивши до цього друзів дитинства Пола Томаса (бас-гітара) та Аарона Есколопіо (ударні). Пол навчив Бенджі кількох акордів, і вони негайно розпочали писати пісні. Гурт надихнуло багато популярних виконавців альтернативної та панк-сцени 90-х (таких, як Green Day, Nirvana, Oasis, Weezer, Rancid, Goldfinger), і панк- та пост-панк-формацій 80-х років (The Clash, Minor Threat, The Cure, the Smiths, Morissey i Depeche Mode).
На самому початку існування гурту не все було так добре у сім'ї юних Медденів. Їхній батько покинув родину на Різдво 1996 року. Це змусило близнюків працювати одразу на кількох роботах, щоб допомогти прожити власній сім'ї. Ці проблеми з батьком відобразилися у текстах багатьох пісень, написаних потому. Та попри тяжку працю, серце і душа близнюків лишалися з їхньою музикою, і вони грали на багатьох вечірках у своєму рідному місті.
Скоро вони переїхали до Аннаполісу, штат Меріленд, після того як усвідомили, що музична сцена в цьому місті є розвиненішою. В Аннаполісі вони познайомилися з Біллі Мартіном. Хоча Мартін надавав перевагу індастріал-року та ню-металу, та хотів приєднатись до Good Charlotte, оскільки вважав, що «Кожна з їхніх пісень звучить достатньо добре, щоб стати радіохітом». Після його згоди на участь вийшов альбом «Another EP» (1999).

### Перші паростки популярності (1999)
Потому Good Charlotte набули своєї першої популярності, виступаючи в клубах, і привернули увагу Lit (чия пісня «My Own Worst Enemy» була на той час на лідируючих позиціях у хіт-парадах). Good Charlotte зайняли вакантне місце у турне Lit по східному узбережжю 1999 року. Невдовзі Good Charlotte кілька разів зіграли разом з blink-182, які тоді ще ледве встигли стати популярними з альбомом Enema of The State.
Демо-записи гурту потрапляли до багатьох представників шоу-бізнесу, та врешті-решт опинилися в руках тепер вже неіснуючої філадельфійської модерн-рок радіостанції Y100. Y100 почала ротацію пісні Good Charlotte «Little Things», і це закінчилося великим її успіхом. Чого варте лиш те, що на «Cage Match» (вечірня програма-змагання пісень на Y100, де слухачі голосуванням визначали, котра з них є найкращою), «Little Things» перемагала п'ятнадцять вечорів поспіль (усуваючи при цьому зі свого шляху навіть такі гучні імена, як Limp Bizkit). Все це, звісно, привернуло увагу відомих лейблів і завершилося для Good Charlotte підписанням контракту з Epic Records у 1999.

### Дебютний альбом (2000—2001)
Good Charlotte випустили свій перший, однойменний альбом у 2000 році. Він не мав значного комерційного успіху, але мав стабільну ротацію на модерн-рок радіо, і був особливо популярним на домашній для гурту станції WHFS. Синглами з цього альбому були «Little Things», «Motivation Proclamation» та «Festival Song».
Хоча це не був найбільший комерційний успіх Good Charlotte, та на сьогодні цей альбом лишається найулюбленішим серед фанів. Багато з них навіть називають його «єдиним, вартим уваги».
У 2001 році Good Charlotte знялися у стрічці Not Another Teen Movie у ролі гурту, що виступає на шкільному балі. Для саундтреку до фільму вони виконали багато кавер-версій пісень 80-х (If You Leave, Put Your Hands On My Shoulder, I Want Candy i Footloose). А у фільмі Dude, Where's My Car? Звучить їхня композиція Little Things.
Аарон був барабанщиком у їхньому дебютному альбомі Good Charlotte, перед тим, як піти з гурту на початку 2001 року, щоб приєднатися до гурту Wakefield разом зі своїм братом Раяном. Його місце зайняв Дасті, тимчасовий барабанщик, який покинув гурт перед записом її другого альбому, The Young and the Hopeless. Як наслідок, ветеран професійних студійних ударних Джош Фріз (колишній учасник The Vandals i A Perfect Circle) грає для цього альбому. Під час Vans Warped Tour 2002 року гурту було представлено Кріса Вілсона (завдяки їхнім друзям із The Used). Кріс став повноправним учасником Good Charlotte у 2002, і хоча він не брав участі у запису альбому The Young and the Hopeless, однак був барабанщиком у всіх їхніх турне протягом наступних двох років. А вже на третьому диску гурту звучать саме його партії ударних.

### Мейнстрімовий успіх (2002—2003)
Альбом 2002 року The Young and the Hopeless був набагато популярнішим, і саме він відзначив потрапляння гурту до музичного мейнстріму.
Сингл, що зробив їх відомими, «Lifestyles of the Rich and the Famous», лідирував у поп- і рок-чартах всього світу. Іншими синглами з цього альбому були «The Anthem», «Girls and Boys», «Hold On» та «The Young and The Hopeless».
Альбом отримав визнання тричі платинового від RIAA. Гурт потрапив в шоу Saturday Night Live та на обкладинки Rolling Stone і Alternative Press.Їй було присвячено дві сторінки в New York Times, а також приділено увагу в CNN і The Today Show. Варто відзначити, що після вибуху їхньої популярності Good Charlotte майже повністю окупували магазини Hot Topic по всій Америці. Неможливо було пройти по магазину, не побачивши футболок чи іншої символіки Good Charlotte. Good Charlotte були неймовірно популярними на MTV, де брати Меддени якось були запрошені до нічного шоу музичних кліпів «All Things Rock». Їхні відео були улюбленими в глядачів MTV та MTV2, а «The Anthem» отримав «Приз глядацьких симпатій» на MTV Video Music Awards у 2003 році.
Навесні 2003 року гурт здійснив турне Honda Civic Tour разом з поп-панками New Found Glory та Less Than Jake. Восени 2003 було проведено вже їхній власний тур The Young and The Hopeless Tour разом зі своїми добрими друзями Mest i Goldfinger.
Звісно, з великим успіхом приходить і велика критика. Більшість її спрямовувалась на «панк»-імідж гурту (найчастіше їх називали «позерами» та «фальшивками»), на те, як вони «продалися», і, звичайно, на їхнє поп-звучання, що добре підходило під радіо-формат. Прихильники Good Charlotte були атаковані музичною елітою та фанами «справжнього панку» за те, що мали «поганий музичний смак». І до сьогодні Good Charlotte залишається одним з найбільш критикованих гуртів у всьому жанрі поп-панк.

### The Chronicles of Life and Death(2004—2005)
The Chronicles of Life and Death, третій альбом Good Charlotte, вийшов 2004 року. Він увібрав у себе побажання як музичних критиків, так і простих прихильників гурту. Альбом став доволі значним відходом від попередніх двох, поєднуючи нові елементи — струнні, клавішні та зріліші й ліричніші тексти з молодіжним потужним поп-роковим звучанням. Синглами з цього альбому стали два майбутні хіти «I Just Wanna Live» i «Predictable», а також «We Believe» та «The Chronicles Of Life And Death».
Восени 2004 року Good Charlotte здійснили спільний тур разом з Sum 41. У травні 2005 після великої кількості пліток було офіційно підтверджено, що Кріс Вілсон полишив гурт через проблеми із власним здоров'ям . Бенджі зізнався журналові Kerrang!, що найгіршою частиною 2005 року для нього був саме вихід Кріса з гурту. Вілсон зараз грає в поп-рок-гурті The Summer Obsession. У останньому турне Good Charlotte 'Noise To The World Tour' разом з Simple Plan i Relient K брав участь Дін Баттерворс (екс-учасник Morissey) як тимчасовий барабанщик. У серпні 2005 року його було представлено як постійного учасника гурту.
Хоча певний час гурт гордився альбомом, Бенджі Медден нещодавно заявив, що має передчуття незначного успіху цього альбому у порівнянні з попереднім. Варто додати, що прихильниками гурту цей альбом визнано найгіршим.

### Good Morning Revival (2007)
Good Morning Revival четвертий альбом гурту Good Charlotte. Він офіційно вийшов 27 березня 2007 року. Good Morning Revival дебютував в топ-10 в тринадцяти країн світу і був проданий тиражем 4,5 мільйонів екземплярів. Опівночі 23 січня 2007, альбом був доступний для попереднього замовлення на ITunes. При попередньому замовленні, сингл «The River» можна було завантажити негайно, а іншу частину альбому завантажити на дату випуску. Тей хто попередньо замовив на ITunes також надавався ексклюзивний бонус акустична версія пісні «The River».
Перший сингл з альбому, «The River», виконується з солістом Avenged Sevenfold, M. Shadows і гітаристом Synyster Gates,, що з'явився в інтернеті 4 січня 2007 року і вийшов як перший сингл з альбому в Північній Америці. Відеокліп на пісню «The River» був доданий у Великій Британії музичними каналами Kerrang! і Scuzz. Пісня намітили на 108 місце. «Keep Your Hands Off My Girl» вийшов як перший сингл у Великій Британії та Австралії. «Keep Your Hands Off My Girl» взлетів у чарті UK Singles на # 36 після першого тижденя продажів, а потім піднявся до # 23. Третім синглом, що вийшов в Північній Америці, став «Dance Floor Anthem», з яким гурт досягнув # 2 в Австралії. Кліп на пісню «Keep Your Hands Off My Girl» став найкращим на MTV International. Він зіграв більше ніж 3000 разів на 4 континентах протягом першої половини 2007 року. 29 квітня 2007 кліп виграв приз «Глядацький вибір Австралії» в австралійському MTV Music Awards.
А 1 січня 2008 Good Charlotte виступили в переддень Нового року в шоу Tila Tequila на MTV, де вони виконали свій хіт «Dance Floor Anthem».
Гурт виступив на багатьох американських і міжнародних фестивалях на підтримку свого нового альбому. Вони з'явилися на The Tonight Show з Jay Leno 9 квітня 2007, відкрили виступ на Jimmy Kimmel Live 11 квітня, також виступили на Late Late Show з Крейгом Фергюсоном 27 квітня. У серпні 2007 року гурт вирушив у FutureSex / LoveShow тур разом з Джастіном Тімберлейком. Також вони були присутні 16 серпня 2007 на шоу в Madison Square Garden, який був записаний для трансляції HBO.
У 2008 році Good Charlotte випускають трек разом з Three 6 Mafia «My Own Way» який входить до нового альбому останніх «Last 2 Walk».
У 2008 році вони з'являються в фільм «iGo to Japan», де вони грають самих себе.
25 листопада 2008 виходить альбом-ремікс «Greatest Remixes» який включає в себе 15 ремікс пісень з попередніх альбомів Good Charlotte. Ремікси зробили такі виконавців як: Metro Station, Junior Sanchez, Вільям Беккет з The Academy Is …, Патрік Стамп з Fall Out Boy, і The White Tie Affair разом з Mat Devine з Kill Hannah.
В Австралії альбом став платиновим, в Канаді золотим.

### Cardiology (2010)
Останній на сьогодні п'ятий альбом гурту називається «Cardiology». Його було видано 27 жовтня 2010 року. Він містить 15 пісень та ще 9 бонусних пісень, які в різній кількості присутні в різних виданнях.

## Альбоми
| Обкладинка | Дата виходу          | Назва                            | Лейбл                           | Позиція альбому в чартах Великої Британії | Продаж у Великій Британії | Позиція альбому в чартах США (Біллборд Топ 200) | Продаж в США                       |
|            | 26 вересня 2000 року | Good Charlotte                   | Sony Records                    |                                           |                           | 185                                             |                                    |
|            | 1 жовтня 2002 року   | The Young and the Hopeless       | Epic Records                    | 15                                        |                           | 7                                               | Тричі платиновий (лютий 2004 року) |
|            | 23 серпня 2005 року  | The Chronicles of Life and Death | Epic Records / Daylight Records | 8                                         |                           | 3                                               | Двічі платиновий                   |
|            | 27 березня 2007      | Good Morning Revival             | Epic Records                    | 13                                        |                           | 7                                               |                                    |
|            | 27 жовтня 2010       | Cardiology                       | Capitol Records                 | 63                                        |                           | 31                                              |                                    |
|            | 15 червня 2016       | Youth Authority                  | MDDN                            |                                           |                           |                                                 |                                    |

## Сингли
| Рік  | Назва                                           | Позиції в чартах                 | Позиції в чартах                 | Позиції в чартах                 | Позиції в чартах            | Альбом |
| Рік  | Назва                                           | Гаряча 100 США                   | Модерн-Рок США                   | Поп 100                          | Сингл-чарт Великої Британії | Альбом |
| ---- | ----------------------------------------------- | -------------------------------- | -------------------------------- | -------------------------------- | --------------------------- | ------ |
| 2001 | Little Things                                   | — ! 23                           | Good Charlotte                   |                                  |                             |        |
| 2001 | Motivation Proclamation                         | Good Charlotte                   |                                  |                                  |                             |        |
| 2001 | Festival Song                                   | Good Charlotte                   |                                  |                                  |                             |        |
| 2003 | Lifestyles Of The Rich And Famous               | 20                               | 11                               | — ! 8                            | The Young and the Hopeless  |        |
| 2003 | Girls And Boys                                  | 48                               | — ! — ! 6                        | The Young and the Hopeless       |                             |        |
| 2003 | The Anthem                                      | 43                               | 10                               | — ! 10                           | The Young and the Hopeless  |        |
| 2003 | The Young And The Hopeless                      | — ! 28                           | — ! 34                           | The Young and the Hopeless       |                             |        |
| 2003 | Hold On                                         | 63                               | — ! — ! 34                       | The Young and the Hopeless       |                             |        |
| 2004 | Predictable                                     | — ! 28                           | — ! 12                           | The Chronicles of Life and Death |                             |        |
| 2005 | I Just Wanna Live                               | 51                               | — ! — ! 9                        | The Chronicles of Life and Death |                             |        |
| 2005 | The Chronicles Of Life And Death                | — ! — ! — ! 30                   | The Chronicles of Life and Death |                                  |                             |        |
| 2005 | We Believe                                      | The Chronicles of Life and Death |                                  |                                  |                             |        |
| 2007 | «The River» (feat. M. Shadows & Synyster Gates) | 39                               | 38                               | — ! 108                          | Good Morning Revival        |        |
| 2007 | Keep Your Hands off My Girl                     | — ! — ! — ! 23                   | Good Morning Revival             |                                  |                             |        |
| 2007 | Dance Floor Anthem (I Don't Want to Be in Love) | 25                               | Good Morning Revival             |                                  |                             |        |
| 2007 | Misery                                          | Good Morning Revival             |                                  |                                  |                             |        |
| 2008 | Where Would We Be Now                           | Good Morning Revival             |                                  |                                  |                             |        |
| 2010 | Like It's Her Birthday                          | 114                              | Cardiology                       |                                  |                             |        |
| 2010 | Sex on the Radio                                | Cardiology                       |                                  |                                  |                             |        |
| 2011 | Last Night                                      | Cardiology                       |                                  |                                  |                             |        |